# Laura Mvula
Laura Mvula, née Douglas le 23 avril 1986 à Birmingham, est une chanteuse britannique de soul.
Son premier album intitulé Sing To The Moon sort le 4 mars 2013. Le second, The Dreaming Room, en 2016, renouant davantage avec le groove de ses racines caraïbéennes.

## Biographie

### Origines et formations
Dans les années 1950, ses grands-parents maternels, pentecôtistes, immigrent en Angleterre, avec une dizaine d'enfants dont sa mère, venant de  Saint-Kitts-et-Nevis (les Petites Antilles). Son père, éducateur de la protection judiciaire de la jeunesse, est jamaïcain et sa mère professeure de lettres. Née à Birmingham en 1986, aînée de trois enfants,, Laura Mvula grandit dans les banlieues Selly Park et Kings Health situées aux alentours de Birmingham en Angleterre et est l'aînée de trois enfants.   
En 2005, elle chante au sein des Black Voices, un groupe de chants a cappella créé par sa tante. Avec ses parents, elle fréquente une église anglicane, et participe même à un festival de musique religieuse. Elle se marie avec un jeune homme de sa paroisse, originaire de Zambie. En 2009, elle devient directrice de la Lichfield Community Gospel Choir, fondée par les Black Voices et le Festival Linchfield.   
Elle étudie au Conservatoire de Birmingham et y obtient un diplôme en composition. Alors qu'elle officie en tant que professeur remplaçant à l'Université de Birmingham, elle écrit des chansons sur son ordinateur. Elle est réceptionniste lorsqu'elle envoie ses premières demos à des maisons de disque. Steve Brown écoute ses compositions et les transmet à Kwame Kwaten qui deviendra le manager de Laura Mvula.  
Paul Lester, journaliste pour The Guardian, décrit le style de la chanteuse de Gospeldelia. Elle cite Nina Simone, Jill Scott, Erykah Badu et Lauryn Hill parmi ses inspirations.    

### 2012 - 2014:Sing to the Moon
Après de nombreux concert de présentation devant des professionnels, Laura Mvula est signée par Colin Barlow chez RCA Records. Elle sort alors son premier EP, intitulé She, le 16 novembre 2012, contenant la première chanson écrite par l'artiste. 

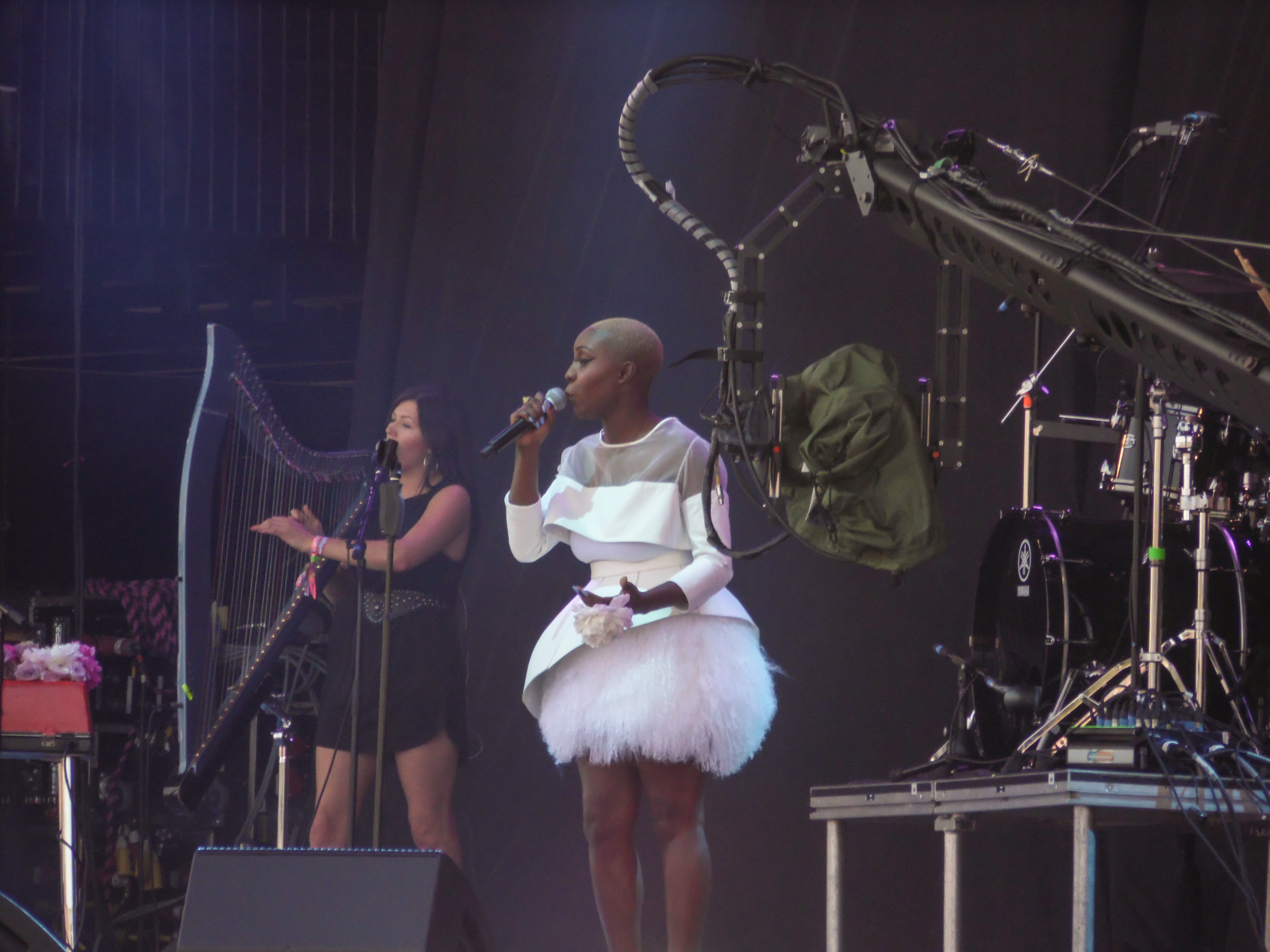
En juin 2013

Son premier album studio intitulé Sing to the Moon est disponible en mars 2013 en Angleterre, et en juin en France. Le producteur Steve Brown et l'ingénieur Tom Elmhirst ont pris part au projet. L'orchestration peut sembler par moments néoclassique avec des boucles organiques et des jeux de harpe. Outre ses musiciens et ses choristes, elle est entourée de son petit frère au violoncelle et de sa petite sœur à la basse, aux percussions et au violon. L'album est précédé du single Green Garden, titre évoquant son domicile situé à Kings Heath et les parcs de Birmingham. Mais les paroles de cette chanson prennent une autre signification au fil des ans, avec sa notoriété croissante : « I will never be what you want / Because my skin ain’t light / And my body ain’t tight ». Le titre donné à l'album rappelle la chanteuse afro-américaine Adelaide Hall, à qui son père disait toujours : « Sing to the moon, and the stars will shine [Chante pour la Lune, et les étoiles brilleront] ». La chanson Father est dédiée à son père, divorcé de sa mère après vingt-trois ans de mariage : « je me suis rendu compte que je voulais juste l'aimer comme il était, j'ai compris qu'il n'était pas parfait. ». Make me Lovely est inspiré d'un moment de son adolescence où elle s'est vue rejetée par un garçon parce qu'elle était noire.

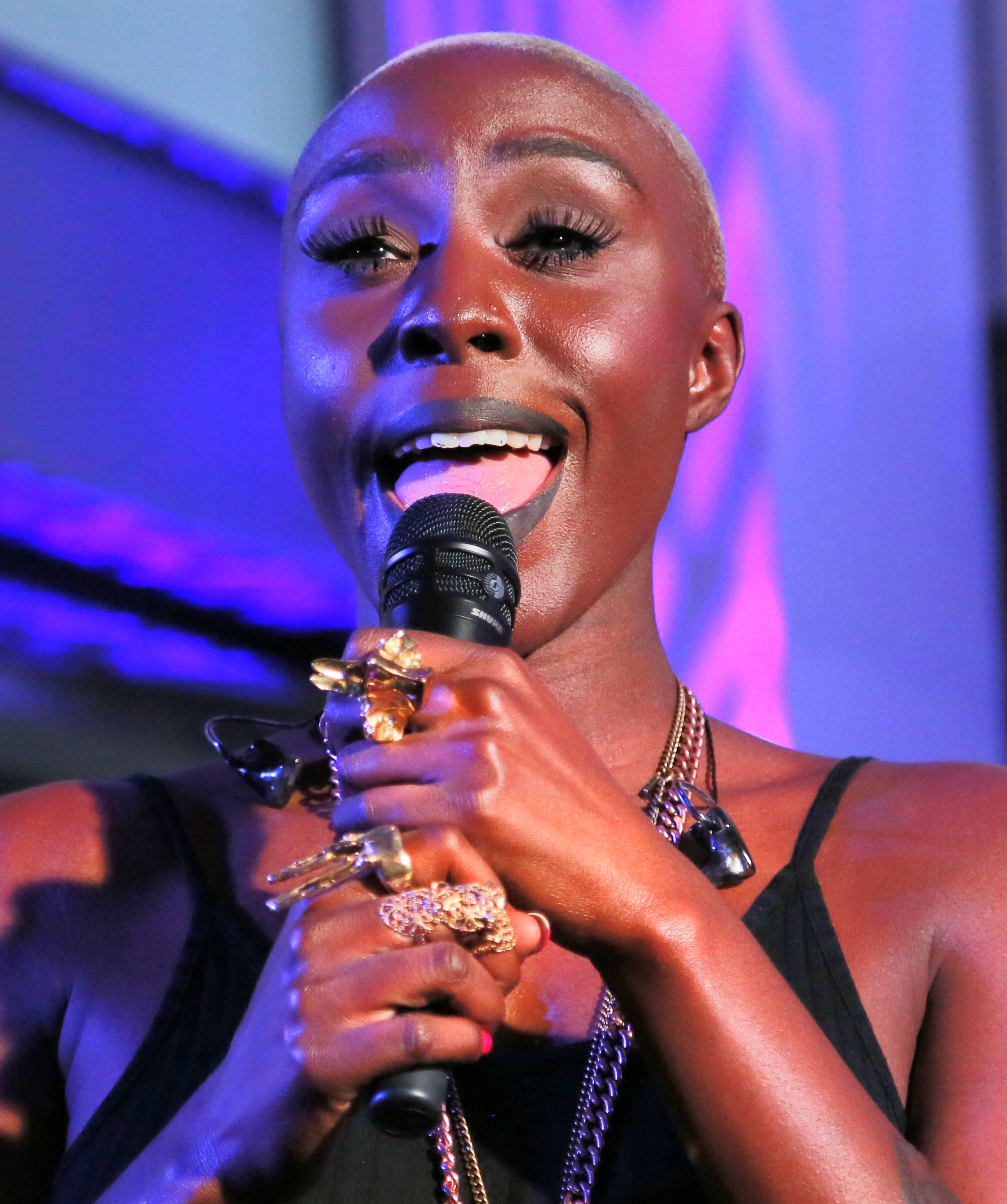
En juillet 2016

Le 6 décembre 2012, Laura Mvula est nommée aux Brit Awards. Le 9 décembre, elle est également nommée aux BBC's Sound of 2013 et termine en quatrième position. Le 1er février 2013, elle se produit pour la première fois à la télévision au The Graham Norton Show et interprète son titre Green Garden.  
L'album Sing to the Moon se hisse à la 9e position des Charts UK ainsi que dans le top 100 de sept pays. En octobre 2013, Mvula gagne deux awards aux MOBO Awards.   
En mars 2014, elle enregistre une version orchestral de son premier album en collaboration avec The Metropole Orkest. L'opus sort le 23 juin 2014. Le 19 août de la même année, elle se produit aux BBC Proms Season au Royal Albert Hall, avec ce même orchestre, puis sur d'autres scènes, notamment en 2015 le North Sea Jazz Festival.

### 2016:The Dreaming Room
En janvier 2016, Laura Mvula sort le single Overcome, une collaboration avec Nile Rodgers. Elle sort son deuxième album intitulé The Dreaming Room le 17 juin 2016. Elle se produit au Graham Northon Show ainsi qu'au Andrew Marr Show en début d'année 2016.  
Le 19 mars 2016, Laura Mvula se produit au festival de Jazz de Maastricht. Le 7 avril 2016, elle sort son single People, en collaboration avec Wretch 32, issus de son second album. Il s'ensuit la promotion de Phenomenal Women et Show Me Love tous deux issus de The Dreaming Room. L'album est plus politique que le premier. Le son, l'orchestration et les rythmes rappellent plus explicitement les influences caraïbéennes qui marquent son répertoire. La chanson Phenomenal Woman est un hymne féministe inspiré du recueil de poèmes du même nom de la femme de lettres et militante afro-américaine Maya Angelou. Ce deuxième album sort le 17 juin 2016.

## Discographie

### Albums studio
| Titre             | Details                                                                           | Position dans les charts | Position dans les charts | Position dans les charts | Position dans les charts | Position dans les charts | Position dans les charts | Position dans les charts | Position dans les charts | Position dans les charts | Position dans les charts | Certification |
| Titre             | Details                                                                           | UK                       | AUS                      | BEL                      | DEN                      | FRA                      | IRE                      | NL                       | NZ                       | SWI                      | US                       | Certification |
| ----------------- | --------------------------------------------------------------------------------- | ------------------------ | ------------------------ | ------------------------ | ------------------------ | ------------------------ | ------------------------ | ------------------------ | ------------------------ | ------------------------ | ------------------------ | ------------- |
| Sing to the Moon  | - Sortie : 4 mars 2013 - Label: RCA - Format : téléchargement, CD, Deluxe 2-CD    | 9                        | 33                       | 26                       | 40                       | 93                       | 15                       | 11                       | 16                       | 15                       | 173                      | - BPI: Or     |
| The Dreaming Room | - Sortie : 17 juin 2016 - Label: RCA - Format : téléchargement, CD                | 21                       | —                        | 52                       | —                        | 170                      | 23                       | —                        | —,.                      | 85                       | —                        |               |
| Pink Noise        | - Sortie : 2 juillet 2021 - Label: Atlantic Records - Format : téléchargement, CD |                          |                          |                          |                          |                          |                          |                          |                          |                          |                          |               |

### Albums lives
| Titre                                                                              | Details | Position dans les charts | Position dans les charts | Position dans les charts |
| Titre                                                                              | Details | UK                       | BEL                      | NL                       |
| ---------------------------------------------------------------------------------- | --- | ------------------------ | ------------------------ | ------------------------ |
| Laura Mvula with Metropole Orkest conducted by Jules Buckley at Abbey Road Studios | - Sortie : 23 juin 2014 (téléchargement) 11 août 2014 (CD) 18 août 2014 (LP) - Label: RCA - Format : téléchargement, CD, LP | 61                       | 155                      | 26                       |

### EP
| Titre                        | Details                                                        |
| ---------------------------- | -------------------------------------------------------------- |
| iTunes Festival: London 2012 | - Sortie : 16 septembre 2012 - Label: RCA - Format: Digital EP |
| She                          | - Sortie : 16 novembre 2012 - Label: RCA - Format: Digital EP  |

### Singles
| Titre                               | Année | Position dans les charts | Position dans les charts | Position dans les charts | Position dans les charts | Position dans les charts | Position dans les charts | Album             |
| Titre                               | Année | UK                       | BEL                      | DEN                      | IRE                      | JAP                      | NL                       | Album             |
| ----------------------------------- | ----- | ------------------------ | ------------------------ | ------------------------ | ------------------------ | ------------------------ | ------------------------ | ----------------- |
| "She"                               | 2012  | —                        | —                        | —                        | —                        | —                        | —                        | Sing to the Moon  |
| "Like the Morning Dew"              | 2012  | —                        | —                        | —                        | —                        | —                        | —                        | Sing to the Moon  |
| "Green Garden"                      | 2013  | 31                       | —                        | 40                       | 50                       | 46                       | 74                       | Sing to the Moon  |
| "That's Alright"                    | 2013  | —                        | —                        | —                        | —                        | —                        | —                        | Sing to the Moon  |
| "Overcome" (featuring Nile Rodgers) | 2016  | —                        | —                        | —                        | —                        | —                        | —                        | The Dreaming Room |
| "People" (featuring Wretch 32)      | 2016  | —                        | —                        | —                        | —                        | —                        | —                        | The Dreaming Room |
| "Phenomenal Woman"                  | 2016  | —                        | —                        | —                        | —                        | —                        | —                        | The Dreaming Room |
| "Show Me Love"                      | 2016  | —                        | —                        | —                        | —                        | —                        | —                        | The Dreaming Room |

### Clips
| Titre                               | Année | Directeur    |
| ----------------------------------- | ----- | ------------ |
| "Green Garden"                      | 2013  | Wendy Morgan |
| "That's Alright"                    | 2013  | Wendy Morgan |
| "She"                               | 2013  | Alex Southam |
| "Overcome" (featuring Nile Rodgers) | 2016  | Alex Southam |
| "Phenomenal Woman"                  | 2016  |              |
| "Show Me Love"                      | 2016  |              |